# Cromozomul uman 15
Cromozomul 15 este unul dintre cele 22 de perechi de cromozomi umani, deci un autozom. Pe lângă cele 22 de perechi oamenii mai posedă și 2 cromozomi ai sexului (X și Y). In total în celulele omului sunt 46 de cromozomi. Oamenii au în mod normal o pereche de cromozomi 15, unul din aceștia provenind de la tată iar celălalt de mamă. Cromozomul 15 are o anvergură de aproximativ 100 milioane nucleotide (unitatea de baza a ADN-ului) în perechi, și reprezintă între 3% și 3,5% din totalul de ADN din celule.
Identificarea genelor la fiecare cromozom este un domeniu activ al cercetării genetice. Datorită diferitelor metode folosite de cercetători pentru a stabili numărul de gene pentru fiecare cromozom, acesta variază. Cromozomul 15, cel mai probabil, conține între 700 și 900 de gene.